# 댄싱돌 스테이지2
《댄싱돌 스테이지2》는 아이돌 그룹들이 3라운드에 걸쳐 K팝 무대로 겨루는 댄스배틀 웹예능 프로그램으로 2022년 11월 28일부터 12월 12일까지 방영되었다. SBS에서 운영하는 유튜브 채널 ‘모덕불’에 전체 내용이 공개되었다. 2022년 봄에 방영되었던 전작 《댄싱돌 스테이지》처럼 보이 그룹과 걸 그룹이 각각 4팀씩 참가했다. 투표를 진행하는 앱은 전작의 프리보트(FREEVOTE)가 아닌 스타플래닛(STAR PLANET)으로 바뀌었다. 1~3라운드 개별 무대 영상은 LG유플러스 DIVE 홈페이지와 앱에서 최초로 공개되었고 유튜브 채널 'TheTFN'에도 올라왔다. TheTFN에 올라온 무대 영상은 전작처럼 4K 해상도의 3D 180도 VR 영상으로 제작되었다. 촬영 장소는 SBS 등촌동 공개홀이다.

## 참가 그룹
2022년 11월 22일 유튜브에 올라온 1라운드 트레일러 영상으로 《댄싱돌 스테이지2》 아이돌 그룹 8팀이 공개되었다. 남자 아이돌은 나인아이 외에는 모두 2020년에 데뷔한 그룹이 참가했다. 가장 먼저 데뷔한 다크비가 가장 늦게 데뷔한 나인아이보다 거의 2년 빠르게 데뷔했다. 반면 여자 아이돌은 가장 먼저 데뷔한 아이칠린과 가장 늦게 데뷔한 클라씨의 데뷔 시기 차이가 8개월이어서 남자 아이돌에 비하면 크게 차이나지 않는다.
| 보이그룹   | 데뷔일    | 걸그룹   | 데뷔일    |
| 고스트나인 | 2020.9.23 | 뷰티박스 | 2021.9.23 |
| 나인아이   | 2022.3.30 | 아이칠린 | 2021.9.8  |
| 다크비     | 2020.2.3  | 아일리원 | 2022.4.4  |
| 로드비     | 2020.11.2 | 클라씨   | 2022.5.5  |

## 1라운드
신인 댄싱돌이 전달하려는 팀의 색깔과 메시지를 담은 커버 무대를 준비한 라운드다.
보이그룹
- 고스트나인: 강렬한 에너지와 섹시함을 전달하기 위해 세븐틴 〈HOT〉을 선곡했다. 고스트나인 멤버 이진우는 다크비 멤버 해리가 같은 학교 학생이기 때문에 가장 기대되는 팀은 다크비라고 했다.

- 나인아이: K팝 팬들이 나인아이를 궁금하게 하기 위해 샤이니 〈Sherlock〉을 선곡했다. 나인아이 멤버 이든은 다크비 무대가 멋있어서 가장 기대된다고 했다.

- 다크비: 호랑이처럼 멋있는 무대를 하기 위해 슈퍼엠 〈호랑이〉를 선곡했다. 다크비 멤버 이찬은 제작진이 팀 이름에 '나인'과 '비'가 들어가는 팀의 대결구도를 만들려고 했다고 생각해서 가장 기대되는 팀으로 로드비를 꼽았다.

- 로드비: 강렬한 퍼포먼스를 보여주기 위해 	방탄소년단 〈불타오르네〉를 선곡했다. 로드비 멤버 찬승은 퍼포먼스가 다양하고 잘생겨서 나인아이가 가장 기대된다고 했다.

1라운드 투표 결과 다크비가 2위 고스트나인을 5.42% 앞서서 1위를 차지했다.
| 보이그룹   | 1라운드 (투표기간: 2022.11.22~11.27) | 1라운드 (투표기간: 2022.11.22~11.27) |
| 보이그룹   | 노래 / 무대 영상                     | 득표율                               |
| 고스트나인 | 세븐틴 〈HOT〉                       | 42.61%                               |
| 나인아이   | 샤이니 〈Sherlock〉                  | 8.77%                                |
| 다크비     | 슈퍼엠 〈호랑이〉                    | 48.03%                               |
| 로드비     | 방탄소년단 〈불타오르네〉            | 0.59%                                |

걸그룹
- 뷰티박스: 남자 아이돌 댄스를 보여준 적이 없어서 NCT U의 〈90'S LOVE〉를 선곡했다. 뷰티박스 멤버 소리는 혜주의 춤선을 좋아해서 클라씨가 가장 기대된다고 했다.

- 아이칠린: 자신있는 퍼포먼스와 표정 연기를 보여주기 위해서 스트레이 키즈 〈MANIAC〉을 선곡했다.

- 아일리원: 지금까지의 귀엽고 발랄한 모습과 다른 반전 매력과 강력한 안무를 보여주기 위해 방탄소년단 〈피 땀 눈물〉을 선곡했다.

- 클라씨: 걸크러시 컨셉을 잘 소화힐 수 있다고 생각해서 블랙핑크의 〈Pink Venom〉을 선곡했다. 클라씨 멤버 선유는 아이칠린이 칼군무를 잘해서 가장 기대된다고 했다.

투표 결과 아이칠린이 2위 클라씨를 1.54% 앞지르고 1위를 차지했다.
| 걸그룹   | 1라운드 (투표기간: 2022.11.22~11.27) | 1라운드 (투표기간: 2022.11.22~11.27) |
| 걸그룹   | 노래 / 무대 영상                     | 득표율                               |
| 뷰티박스 | NCT U 〈90'S LOVE〉                  | 6.15%                                |
| 아이칠린 | 스트레이 키즈 〈MANIAC〉             | 38.54%                               |
| 아일리원 | 방탄소년단 〈피 땀 눈물〉            | 18.31%                               |
| 클라씨   | 블랙핑크 〈Pink Venom〉              | 37%                                  |

## 2라운드
존경하는 선배 가수의 곡을 커버한 무대를 보여주는 라운드다.
보이그룹
- 고스트나인: 1라운드와 정반대의 매력을 보여주기 위해 자유분방한 분위기의 NCT U의 〈Make A Wish〉 선곡했다.

- 나인아이: 세븐틴처럼 자신들도 다인원 그룹의 매력을 살리기 위해 〈Ready to love〉를 선곡했다.

- 다크비: 몬스타엑스를 존경해서 〈GAMBLER〉를 선곡했다.

- 로드비: 투모로우바이투게더를 존경하고 노래도 좋아서 〈Good Boy Gone Bad〉를 선곡했다.

2라운드에서는 고스트나인이 2위 다크비를 4.02% 차이로 이기고 1위가 되었다.
| 보이그룹   | 2라운드 (투표기간: 2022.12.1~12.6)       | 2라운드 (투표기간: 2022.12.1~12.6) |
| 보이그룹   | 노래 / 무대 영상                         | 득표율                             |
| 고스트나인 | NCT U 〈Make A Wish〉                    | 50.21%                             |
| 나인아이   | 세븐틴 〈Ready to love〉                 | 3.06%                              |
| 다크비     | 몬스타엑스 〈GAMBLER〉                   | 46.19%                             |
| 로드비     | 투모로우바이투게더 〈Good Boy Gone Bad〉 | 0.54%                              |

걸그룹
- 뷰티박스: 1라운드와 다른 매력을 보여줄 수 있고 자신있어서 블랙핑크 리사의 〈MONEY〉를 선곡했다.

- 아이칠린: 원곡에서 의도한 두려움을 아이칠린만의 느낌으로 살리고 싶어서 세븐틴의 〈독 : Fear〉을 선곡했다.

- 아일리원: 귀여운 노래만 하다가 매혹적인 노래를 하고 싶어서 (여자)아이들 〈한(一)〉을 선곡했다.

- 클라씨: 젊은 에너지와 활기찬 느낌을 잘 살릴 수 있을 것 같아서 소녀시대 〈I GOT A BOY〉를 선곡했다.

2라운드에서도 아이칠린이 2위 클라씨를 1.59% 차이로 이기고 연속으로 1위를 차지했다.
| 걸그룹   | 2라운드 (투표기간: 2022.12.1~12.6) | 2라운드 (투표기간: 2022.12.1~12.6) |
| 걸그룹   | 노래 / 무대 영상                   | 득표율                             |
| 뷰티박스 | 리사 〈MONEY〉                     | 1.86%                              |
| 아이칠린 | 세븐틴 〈독 : Fear〉               | 47.95%                             |
| 아일리원 | (여자)아이들 〈한(一)〉            | 3.84%                              |
| 클라씨   | 소녀시대 〈I GOT A BOY〉           | 46.36%                             |

## 3라운드
3라운드에서는 참가팀의 곡으로 각 팀별 정체성을 확실하게 보여주는 타이틀 무대를 준비했다. 인터뷰에서 이전 라운드처럼 선곡한 이유를 밝히는 대신 어떤 노래인지 소개하는 모습이 나왔다.
보이그룹
- 고스트나인: 미니 5집 〈Control〉을 선곡했다.

- 나인아이: 미니 2집 〈Young boy〉를 선곡했다. 첫 무대를 《댄싱돌 스테이지2》에서 촬영했다.[19]

- 다크비: 미니 4집 〈안취해〉를 선곡하고 리믹스 버전으로 촬영했다.

- 로드비: 싱글 2집  〈Icarus〉를 선곡했다.

3라운드에서는 다크비가 2위 고스트나인을 45.75% 차이로 이기고 1위 자리를 되찾았다.
| 보이그룹   | 3라운드 (투표기간: 2022.12.8~12.13) | 3라운드 (투표기간: 2022.12.8~12.13) |
| 보이그룹   | 노래 / 무대 영상                    | 득표율                              |
| 고스트나인 | 고스트나인 〈Control〉              | 26.44%                              |
| 나인아이   | 나인아이 〈Young boy〉              | 1.07%                               |
| 다크비     | 다크비 〈안취해 (Remix)〉           | 72.29%                              |
| 로드비     | 로드비 〈Icarus〉                   | 0.2%                                |

걸그룹
- 뷰티박스: 정규 1집 〈관심사〉를 선곡했다.

- 아이칠린: 디지털 싱글 〈Draw〉를 선곡했다.

- 아일리원: 싱글 2집 〈Que Sera Sera〉를 선곡했다.

- 클라씨: 미니 2집  〈ZEALOUS〉를 선곡했다.

클라씨가 2위 아이칠린을 4.52% 차이로 이기고 처음으로 1위를 차지했다.
| 걸그룹   | 3라운드 (투표기간: 2022.12.8~12.13) | 3라운드 (투표기간: 2022.12.8~12.13) |
| 걸그룹   | 노래 / 무대 영상                    | 득표율                              |
| 뷰티박스 | 뷰티박스 〈관심사〉                 | 3.42%                               |
| 아이칠린 | 아이칠린 〈Draw〉                   | 41.85%                              |
| 아일리원 | 아일리원 〈Que Sera Sera〉          | 8.36%                               |
| 클라씨   | 클라씨 〈ZEALOUS〉                  | 46.37%                              |

## 최종 우승팀
2022년 12월 16일 스타플래닛 앱에서 최종 우승팀이 공개될 예정이었으나, 실제로는 2023년 1월 4일에 유튜브 채널 모덕불을 통해 다크비와 클라씨의 우승이 발표되었다.
| 《댄싱돌 스테이지2》 우승팀 |        |
| 보이그룹                    | 걸그룹 |
| 다크비                      | 클라씨 |

## 이야깃거리
- 세븐틴의 노래가 총 3회로 가장 많이 선곡되었고,[23] 다음으로 NCT U 노래가 2회 선곡되었다.[24]

- 전작 《댄싱돌 스테이지》에서는 보이그룹 중에서 MBC 오디션 프로그램 《극한데뷔 야생돌》로 결성된 TAN이 우승했고,[25] 《댄싱돌 스테이지2》에서도 MBC 《방과후 설렘》으로 결성된 클라씨가 걸그룹 부문에서 우승했다.

- 전작 《댄싱돌 스테이지》에서는 1위 기준으로 사전투표 10점, 1라운드 20점, 2라운드 30점, 3라운드 40점을 부여하고 모든 점수를 합산해 1위를 결정했다.[26] 그러나 《댄싱돌 스테이지2》는 사전투표가 없었고, 1~3라운드 투표 결과도 스타플래닛 앱에서 득표율만 공개했을 뿐 최종 1위 결정 방법에 대한 이야기가 없었기에 걸그룹 1·2라운드에서 1위를 차지한 아이칠린의 일부 팬은 1위 선정 방식을 공개해 달라고 요구하기도 했다.[22]

- 3라운드에서 자신들의 최신 음반에 수록된 노래를 고른 그룹이 더 많았으나, 과거 음반 노래를 선택한 그룹도 있었다. 당시 고스트나인은 미니 6집 《ARCADE : V》를, 다크비는 미니 5집 《Autumn》을 발매한 상태였다.[27][28]

- 3라운드 노래 중에서 뷰티박스의 〈관심사〉는 타이틀곡이 아니다.[29]

- 3라운드에서 고스트나인은 모덕불과 TheTFN에 올린 무대 영상을 각각 다른 곳에서 촬영했다.[30][31]